# Баніт Ольга Василівна
О́льга Васи́лівна Бані́т (нар. 29 серпня 1959 року, Літинка) — педагог, доктор педагогічних наук (2019).

## Біографічні дані
Народилася 29 серпня 1959 року в Літинці.
У 1996 році закінчила Київський, у 2017 — Дрогобицький педагогічний, а у 2021 — Київський економічний університет. Працювала вчителем.
З 2000 по 2006 рік працювала у методичному кабінеті Літинської райдержадміністрації. З 2006 по 2009 — у Мистецькому інституті художнього моделювання та дизайну. З 2009 — головний науковий співробітник відділу андрагогіки Інституту педагогічної освіти і освіти дорослих НАПНУ.
З вересня 2021 — професор кафедри менеджменту Київського національного економічного університету ім. В. Гетьмана.
Завідувач Центру підвищення кваліфікації ІПООД ім. І. Зязюна НАПН України.

## Наукова робота
Наукові дослідження: освіта дорослих, бізнес-освіта, корпоративна освіта, менеджмент бізнес-організацій, професійний розвиток корпоративних андрагогів.
Член редакційної колегії збірників наукових праць «Освіта дорослих: теорія, досвід, перспективи» та «Мистецька освіта: зміст, технології, менеджмент».

### Основні праці
За ЕСУ:
- Педагогічна майстерність викладача мистецьких дисциплін: навч.-метод. посіб. К., 2012 (співавтор);
- Системи професійного розвитку менеджерів у транснаціональних корпораціях: досвід Німеччини і Польщі. К., 2018;
- Тренінги з розвитку професійної компетентності андрагогів: практ. посіб. К., 2021 (співавтор);
- Методика проведення тренінгів з розвитку професійної компетентності андрагогів: метод. рекомендації. К., 2022 (співавтор)[1].